# Museo de la Commonwealth y del Imperio británico

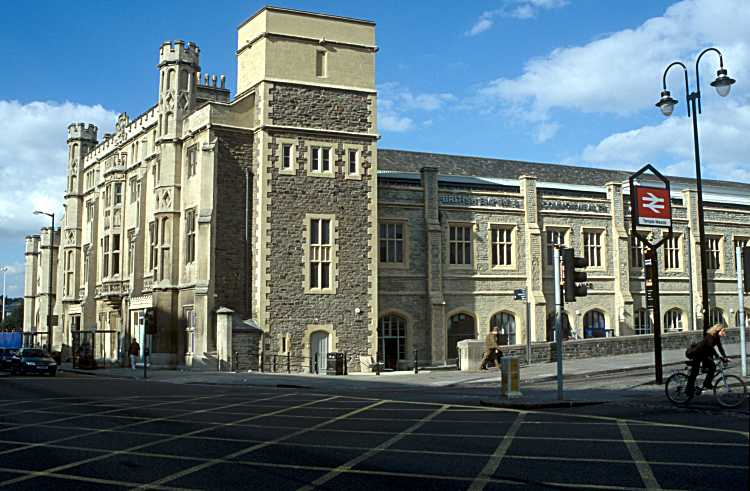

el Imperio británico y el Museo de la Commonwealth era un museo en Bristol, Reino Unido para explorar la historia del Imperio británico y el efecto de la dominación colonial británica en el resto del mundo.
El museo tenía un departamento de publicaciones de florecimiento, la producción de libros sobre aspectos de la vida colonial, como la historia de la Policía de Rodesia del Norte, y un registro de los títulos de los regimientos de la Honorable Compañía de las Indias Orientales y los Ejércitos de la India. El museo también celebró la colección de artefactos del Instituto de la Commonwealth, la fotografía sigue siendo amplia, papel, películas y archivos de historia oral, y una colección de trajes.
El museo fue también el hogar del tapiz del Nuevo Mundo.
El 23 de noviembre de 2007, el museo anunció que se estaría moviendo sus operaciones centrales a Londres en 2008. Sin embargo, después de cerrar en 2008 el traslado no se realizó como estaba previsto y se ha anunciado que el traslado previsto a Londres no será completado hasta el año 2012 o posterior. y no estarán disponibles al público durante este período.